# Étriac
Étriac település Franciaországban, Charente megyében. Lakosainak száma 200 fő (2022. január 1.). Étriac Claix, Roullet-Saint-Estèphe és Val des Vignes községekkel határos.

## Népesség
A település népességének változása:
| Lakosok száma | 162  | 154  | 175  | 183  | 201  | 204  | 201  | 198  | 199  | 200  |
|               | 1968 | 1982 | 1990 | 2006 | 2013 | 2015 | 2017 | 2019 | 2020 | 2022 |